# ポルタメント
ポルタメント (portamento) は、ある音から別の音に移る際に、滑らかに徐々に音程を変えながら移る演奏技法である。旋律を情感豊かに歌うために使用される。
イタリア語の"portar la voce "、フランス語の"port de voix "（いずれも「声を運ぶ」の意味）に由来し、声楽やヴァイオリンなど擦弦楽器の表現方法であった。現在は管楽器や電子楽器でも使用される。
近年では抑制される傾向があり、乱用は悪趣味であるとされる。

## 奏法
技術的にはグリッサンドと全く同じである。
トロンボーンでは呼気を切らずにスライドを伸縮したり、尺八では徐々に指孔を拡げることで、弦楽器ではバイオリン、三味線、一絃琴などは弦の上で指を滑らせたり、または箏やシタールなどでは指で押さえる張力を変えて、行うことができる。管楽器は指を滑らす、もしくは息やアンブシュアをコントロールして行う事が可能である。ただし技術的に不可能な音域もある。ギターではチョーキング、スライドギターなどの奏法を使う。シンセサイザーでは、ほとんどの機種に搭載されオンオフで切り替えられる。
特に邦楽、インド音楽、中国音楽などアジアの芸術音楽では多用され、重要な音楽表現技法である。

## グリッサンドとの区別
グリッサンドと同一視されることも多いが、区別すれば、グリッサンドがおおむね、2音間を等速に移行するのに対し、ポルタメントでは、次の音に移る寸前に渡りをつけるようにして移行する。